# Gyergyóújfalu község
Gyergyóújfalu község (románul: Comuna Suseni) község Hargita megyében, Romániában. Központja Gyergyóújfalu, beosztott falvai Kilyénfalva, Libán, Szenéte, Tekerőpatak.

## Népessége
A 2011-es népszámlálás adatai alapján a község népessége 5114 fő volt.